# Dmeide
Dmeide (hebrejsky דמיידה, arabsky ضميدة, v oficiálním přepisu do angličtiny Demeide) je arabská vesnice v Izraeli, v Severním distriktu, v Oblastní radě Misgav.

## Geografie
Leží v nadmořské výšce 219 metrů, v Dolní Galileji. Jižně od vesnice protéká údolím vádí Nachal Evlajim. Na protější straně údolí se zvedá hora Har Chanaton. K jihovýchodu terén klesá do údolí Bejt Netofa.
Je situována cca 17 kilometrů východně od břehů Středozemního moře a cca 26 kilometrů na západ od Galilejského jezera, cca 92 kilometrů severovýchodně od centra Tel Avivu a cca 22 kilometrů východně od centra Haify. Dmeide obývají izraelští Arabové respektive arabští Beduíni, přičemž osídlení v tomto regionu je etnicky smíšené. 2 kilometry na východ leží v údolí Bejt Netofa město Kafr Manda, které obývají Arabové. Další arabská města leží na severovýchodě (Kaukab Abu al-Hidža) nebo na západě (I'billin). Krajina mezi těmito městskými centry je ovšem postoupena řadou menších židovských vesnic, které zejména severně a severovýchodně odtud vytvářejí souvislý blok (Guš Segev). Nejblíže z nich leží Morešet, necelý kilometr severně od Dmeide.
Dmeide je na dopravní síť napojen pomocí lokální silnice číslo 784.

## Dějiny
Dmeide je obýván dříve kočovnými Beduíny. Jejich zdejší osídlení je cca 300 let staré, ale teprve roku 1995 byla tato jejich osada uznána izraelskou vládou za oficiální obec. Ihned poté začalo budování inženýrských sítí a příprava územního plánu. Roku 2003 skončilo napojování vesnice na elektrický rozvod a na kanalizaci.
Výhledově se má populace vesnice zvýšit až na 500 rodin. Obyvatelstvo se živí dojížděním za prací mimo obec, zejména do průmyslových podniků a do stavebního průmyslu. Velká část zdejší beduínské populace dobrovolně slouží v izraelské armádě.

## Demografie
Podle údajů z roku 2014 tvořili populaci v Dmeide Arabové. Jde o menší sídlo vesnického typu s dlouhodobě rostoucím počtem obyvatel. K 31. prosinci 2014 zde žilo 435 lidí. Během roku 2014 populace stoupla o 3,3 %.
| Rok            | 1995 | 2001 | 2003 | 2004 | 2005 | 2006 | 2007 | 2008 | 2009 | 2010 | 2011 | 2012 | 2013 | 2014 |
| -------------- | ---- | ---- | ---- | ---- | ---- | ---- | ---- | ---- | ---- | ---- | ---- | ---- | ---- | ---- |
| Počet obyvatel | 295  | 543  | 556  | 574  | 602  | 608  | 642  | 656  | 385  | 398  | 418  | 422  | 421  | 435  |